# Olga Arnau i Sanabra
Olga Arnau i Sanabra és una assessora fiscal i mercantil i política catalana, alcaldessa de Vilanova i la Geltrú entre juny del 2019 i juny de 2023. També ha sigut presidenta de la Federació de Municipis de Catalunya entre 2019 i 2023. Des del 2015 que és regidora a l'Ajuntament de Vilanova i la Geltrú i el 2018 va ser regidoria d'Economia, Empresa i Innovació d'aquesta ciutat. Anteriorment fou fundadora i presidenta del Club Nou Bàsquet Vilanova de la capital del Garraf. És simpatitzant d'Esquerra Republicana de Catalunya.
Arnau va ser elegida alcaldessa de la seva ciutat, substituint la convergent Neus Lloveras i Massana, després d'un pacte in extremis entre les formacions independentistes presents al consistori, que va desbancar el socialista Juan Luis Ruiz. Va governar amb majoria amb ERC, JuntsxCat i la CUP.
A les eleccions de 2023, però, Juan Luis Ruiz fou investit alcalde de Vilanova.